# Cymbasoma williamsoni
Cymbasoma williamsoni is een eenoogkreeftjessoort uit de familie van de Monstrillidae. De wetenschappelijke naam van de soort is voor het eerst geldig gepubliceerd in 1975 door Khan.